# 鳴門市島田小学校
鳴門市島田小学校（なるとし しまだしょうがっこう）は、徳島県鳴門市の島田島にあった公立小学校。2010年より休校中。
隣接して鳴門市島田幼稚園があった。旧島田小学校の校舎（1981年建築）や旧島田幼稚園の園舎（1981年建築）は建築家の増田友也の設計による（鳴門の増田建築の一つ）。

## 教育目標
- 確かな学力と豊かな心を育み、たくましく生きる子どもを育成する。

## 進学
卒業後は鳴門市瀬戸小学校と共に鳴門市瀬戸中学校へ進学する。

## 利活用事業
2023年（令和5年）に鳴門市が跡地の利活用事業の事業者公募を実施。優先交渉権者に徳島新聞社とエアトラベル徳島の「徳島新聞社エアトラベル徳島グループ」が選ばれ、旧島田小学校及び旧島田幼稚園にはオートキャンプ場などを整備する計画である。なお、島田小学校の校舎屋上は既に太陽光発電に利用されている（利活用事業の対象外）。

## ギャラリー

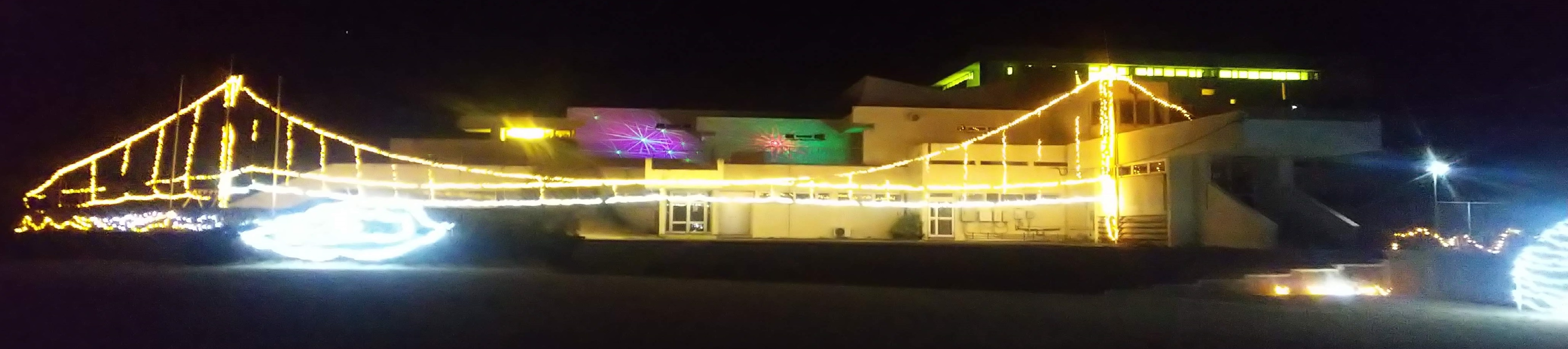
2021.11.01(月) ～ 2022.01.31に行われたイルミネーション。大鳴門橋と渦潮があしらわれている